# Schweizerische Vereinigung für Studentengeschichte
Die Schweizerische Vereinigung für Studentengeschichte (SVSt) (frz.: Association suisse pour l’histoire des sociétés d’étudiants (ASHSE)) ist ein Verein nach Art. 60 ff. ZGB und steht all jenen offen, die sich für die schweizerische Bildungs-, Universitäts- und Studentengeschichte interessieren.

## Zielsetzung
Ziel der SVSt ist es:
- studentisches Kulturgut zu sammeln und zu bewahren, wofür sie ein Archiv, eine Bibliothek sowie eine Sammlung musealer Gegenstände unterhält,
- studentenhistorische Neuigkeiten und Forschungen in den Vereinsorganen zu publizieren,
- den persönlichen Erfahrungsaustausch zwischen den Mitgliedern durch Veranstaltungen zu fördern.

## Geschichte
Am 15. Dezember 1984 trafen sich auf Initiative von Peter Platzer, Paul Ehinger und Rätus Luck 23 interessierte Personen aus zehn Schweizer Studentenverbindungen in Bern, um die SVSt zu gründen. Heute besteht sie aus etwas mehr als 600 Einzel- (natürlichen Personen) und Kollektivmitgliedern (juristischen Personen) aus der Schweiz, aber auch aus dem benachbarten, vor allem deutschsprachigen Ausland.
Seit der Gründung standen ihr sechs Präsidenten vor:
- bis 1986 Rätus Luck, Bern
- bis 1994 Paul Ehinger, Zofingen
- bis 2010 Peter Platzer, Solothurn
- bis 2014 Stephan Aebersold, Bern
- bis 2021 Bendicht Rindlisbacher, Zürich
- seit 2021 Severin Stadler, Bern

## Kommissionen
Die SVSt unterhält verschiedene Kommissionen, die jeweils von einem Vorstandsmitglied (Beisitzer) als Vorsitzendem geleitet werden.

### Archivkommission
Die Archivkommission betreut das SVSt-Archiv, welches bis vor Kurzem im Staatsarchiv Bern aufbewahrt wurde. Inzwischen befindet es sich zusammen mit der musealen Sammlung und der SVSt-Bibliothek im ehemaligen Zeughaus Musegg (Luzern).